# Christian Hvidt
Christian Hvidt, född 15 juli 1942 i Köpenhamn i Köpenhamns amt, är en dansk militär som var försvarschef 1996–2002.

## Biografi
Hvidt inledde sin tjänstgöring i Danmarks flygvapen som löjtnant 1962 och gjorde 1962–1969 flygtjänst på North American F-100 Super Sabre samt befordrades till förste löjtnant 1967, varefter han 1967–1969 var gruppchef vid Eskadrille 725. År 1969 befordrades han till kapten och därefter var han testpilot för Saab 35 Draken vid Saab AB i Linköping 1969–1972 och ställföreträdande divisionschef för ett Draken-förband 1972–1974. Åren 1974–1975 gick han Advanced Staff Course hos Royal Air Force i Storbritannien. Han befordrades till major 1974, var sektionschef vid Flyvertaktisk Kommando 1975–1979 och divisionschef vid Eskadrille 727 1979–1983. Åren 1983–1987 var han stabsofficer och sektionschef vid planerings- och policyavdelningen i Forsvarskommandoen och befordrades 1984 till överstelöjtnant. År 1987 befordrades han till överste, varefter han var chef för Flyvestation Karup 1987–1988 och stabschef vid Flyvertaktisk Kommando 1989–1990. Efter att 1990 ha befordrats till generalmajor var han 1990–1994 chef för Operations- og Driftsstaben vid Forsvarskommandoen. Han befordrades 1994 till generallöjtnant, varpå han var permanent representant hos NATO:s militärkommitté i Bryssel 1994–1996 och stabschef vid Forsvarskommandoen under 1996. År 1996 befordrades Hvidt till general, varefter han var försvarschef 1996–2002.
Christian Hvidt kallades 1997 till ledamot av svenska Kungliga Krigsvetenskapsakademien.